# Hello, Me!
Hello, Me! (안녕? 나야!?, Annyeong? Na-ya!LR), noto anche come Hello? It's Me!, è un drama coreano del 2021. In lingua italiana è stato distribuito da Netflix.

## Trama
Frustrata da continui imprevisti e senza un impiego fisso pur avendo trentasette anni, Ban Ha-ni è completamente insoddisfatta della propria esistenza. Una ragazzina inizia però a sconvolgere la sua vita: sebbene all'inizio non ci creda, la giovane in questione è la sé stessa di quando aveva diciassette anni, che intende riportare la propria vita sui binari giusti.